# إنديانابوليس 500 سنة 1989
سباق إنديانا بوليس -500 ميل 1989 أقيم في حلبة إنديانابوليس موتور سبيدواي في 28 مايو 1989 وفاز في السباق إيمرسون فيتيبالدي من فريق باتريك راسينغ بمتوسط سرعة 167.581 mph.
وكان أول المنطلقين ريك ميرز بسرعة 223.885 mph.